# Zapasy na Igrzyskach Ameryki Środkowej i Karaibów 1966
Turniej w ramach Igrzysk w San Juan 1966 

## Tabela medalowa
|   | Państwo         |   |   |   | Razem: |
| - | --------------- | - | - | - | ------ |
| 1 | Kuba            | 6 | 0 | 0 | 6      |
| 2 | Meksyk          | 2 | 0 | 0 | 2      |
| 3 | Panama          | 0 | 4 | 3 | 7      |
| 4 | Wenezuela       | 0 | 3 | 3 | 6      |
| 5 | Wyspy Dziewicze | 0 | 1 | 0 | 1      |
| 6 | Portoryko       | 0 | 0 | 1 | 1      |
| 6 | Kolumbia        | 0 | 0 | 1 | 1      |
|   | razem:          | 8 | 8 | 8 | 24     |

## Wyniki

### W stylu wolnym
| Waga   | złoty            | srebrny           | brązowy            |
| ------ | ---------------- | ----------------- | ------------------ |
| 52 kg  | Miguel A.Tachin  | Wanelge Castillo  | Carlos González    |
| 57 kg  | Moisés López     | Eduardo Campbell  | Octavio Velez      |
| 63 kg  | Francisco Ramos  | Fenelon Diaz      | Cisco Carrasquillo |
| 69 kg  | Mario Tovar      | Rafael Durán      | Severino Aguillar  |
| 85 kg  | Lupe Lara        | Ivan David        | Hermes O. Ortega   |
| 90 kg  | Castor Gomez     | Alejandro Guevara | Ruben Gotti        |
| 97 kg  | Juan O.Caballero | Sión Cóhen        | Freddy Philip      |
| 130 kg | Javier Campos    | Fernando González | Salvador Escorche  |